# Макошине (урочище)
Мако́шине — лісове заповідне урочище в Україні. Розташоване в межах Менського району Чернігівської області, біля північно-західної околиці смт Макошине. 
Площа 126 га. Статус дано згідно з рішенням Чернігвського облвиконкому від 29.07.1975 року № 319; від 27.12.1984 року № 454; від 28.08.1989 року № 164. Перебуває у віданні ДП «Холминське лісове господарство» (Сосницьке л-во, кв. 112). 
Статус дано для збереження лісового масиву, в деревостані якого переважають сосна, береза. 